# 本山亨
本山 亨（もとやま とおる、1912年（大正元年）8月11日 - 2002年（平成14年）4月2日）は、日本の弁護士。最高裁判所判事。新潟県出身。

## 概要
1936年（昭和11年）に京都帝国大学法科を卒業。すぐに弁護士となり、以来名古屋で弁護士生活を送り、名古屋弁護士会会長も経験した。保守・タカ派といわれ、愛知県人事委員長の時は数千人に及ぶ春闘の処分強行を主張し、民事の企業代理人として女子の若年制では「生理休暇も取り上げ、深夜労働もさせるか、労働基本法も見直しや必要」とも強調していた。
1977年（昭和52年）8月26日に最高裁判事に就任。日弁連の推薦ではなく、藤林益三最高裁長官による意向によって決定された（ただし、この機会以前に日弁連から最高裁判事候補として推薦を受けた経験はある）。また名古屋弁護士会出身の最高裁判事は史上唯一である。
最高裁判事内定の時に新聞記者に話した憲法見直し論が物議をかもし、革新陣営などから最高裁判事にふさわしくない発言と攻撃された。任命式の後の記者会見では「法律と良心に従い、誠実で公正な裁判官としての職責に尽くしたい」「憲法を守って職責に尽くす裁判官という職務についた以上、これからは憲法を守る立場で仕事に当たる」と述べる。
1982年（昭和57年）8月に定年退官。